# Émile Moreau (homme politique français)
Pour les articles homonymes, voir Émile Moreau et Moreau.
Émile Moreau, né le 8 avril 1837 à Donnemarie-en-Montois (Seine-et-Marne) et décédé le 13 juin 1903 à Bois-le-Roi (Seine-et-Marne) est un homme politique français.

## Biographie
Ingénieur, il est directeur des travaux municipaux à Roubaix en 1868. Militant républicain, il est révoqué par le gouvernement d'ordre moral, après le 24 mai 1873. Conseiller municipal de Roubaix en 1880, conseiller général du Nord. Il est député de la 5e circonscription de Lille de 1889 à 1893, siégeant sur les bancs radicaux.

## Sources
- « Émile Moreau (homme politique français) », dans Adolphe Robert et Gaston Cougny, Dictionnaire des parlementaires français, Edgar Bourloton, 1889-1891 [détail de l’édition]

- Ressources relatives à la vie publique :   - Maitron
  - Base Sycomore
- Notices d'autorité :   - VIAF
  - ISNI
  - BnF (données)
  - IdRef